# Carl Gustaf Ekman
Carl Gustaf Ekman (ur. 6 października 1872 w Munktorp, zm. 15 czerwca 1945 w Sztokholmie) – szwedzki polityk.

## Życiorys
Był działaczem ruchu abstynenckiego, przewodniczył powstałej w wyniku rozłamu w Liberalnej Partii Koalicyjnej Liberalnej Partii Ludowej. 6 czerwca 1926 objął stanowisko premiera, mimo że kierowane przez niego ugrupowanie dysponowało zaledwie 29 głosami w izbie niższej. Dzięki elastycznej polityce udało mu się przegłosować kilka istotnych ustaw (o reformie szkolnictwa, 1927, czy o układach zbiorowych i sądach pracy, 1928). Podał się do dymisji 1 października 1928. Ponownie stanął na czele rządu 6 czerwca 1930. Musiał się zmierzyć ze skutkami wielkiego kryzysu, między innymi gwałtownym wzrostem niezadowolenia społecznego (podczas rozpraszania przez wojska demonstracji w Adalen w 1931 zginęło 5 osób). Zrezygnował z kierowania gabinetem (6 sierpnia 1932) i macierzystą formacją gdy okazało się, że przyjmował pieniądze od przemysłowca Ivara Kreugera.